# 矮冷水花
矮冷水花（学名：Pilea peploides）为荨麻科冷水花属的植物。分布在夏威夷群岛、朝鲜、加拉帕戈斯群岛、西伯利亚、爪哇以及中国大陆的安徽、河北、内蒙古、河南、湖南、辽宁、东西等地，生长于海拔200米至950米的地区，多生于山坡石缝阴湿处或长苔藓的石上，目前尚未由人工引种栽培。

## 异名
- Pilea peploides (Gaud.) Hook. et Arn. var. major Wedd.
- Pilea peploides (Gaud.) Hook. et Arn. var. minutissima Hsu